# Hallstahammar-Bergs församling
Hallstahammar-Bergs församling var en församling i Hallstahammars pastorat i Södra Västmanlands kontrakt i Västerås stift i Svenska kyrkan. Församlingen låg i Hallstahammars kommun i Västmanlands län. Församlingen uppgick 2014 i Hallstahammar-Kolbäcks församling.

## Administrativ historik
Församlingen bildades 2006 genom sammanslagning av Hallstahammar (Svedvi) och Bergs församlingar. Församlingen uppgick 2014 i Hallstahammar-Kolbäcks församling.

## Kyrkor
- Hallstahammar S:t Lars kyrka
- Svedvi kyrka
- Bergs kyrka